# Історичні танці

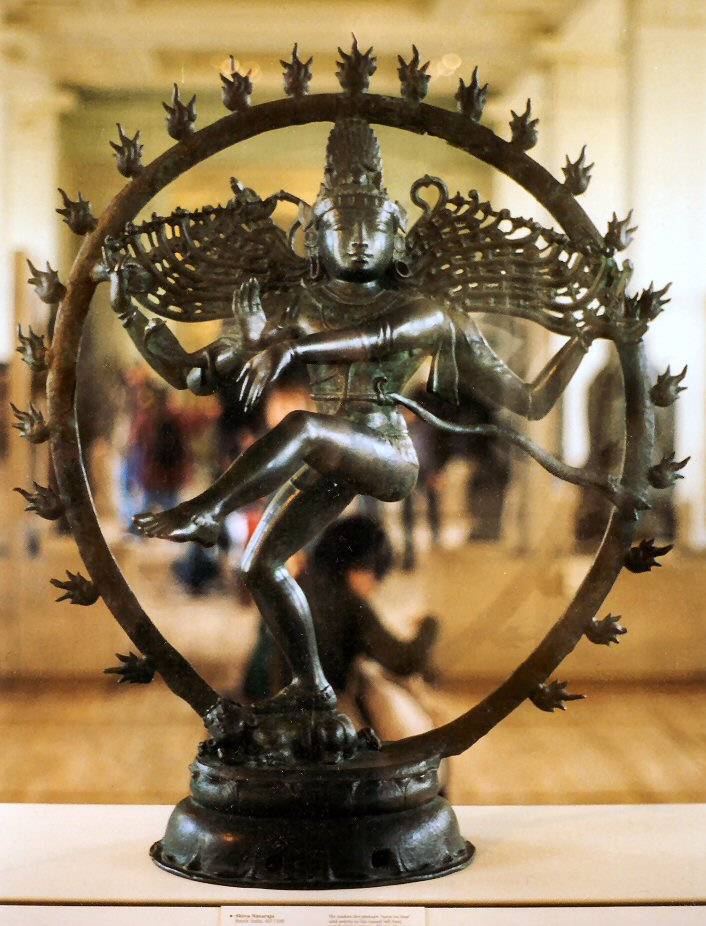
Танцюючий бог Шива.

Історичні танці — загальна назва для танців минулих епох, що виконуються у наш час (алеманда, басданс, бранль, болі, гальярда, контрданс, павана, менует, вальс, мазурка, полька, полонез).

## Басданс
Дослідники історії культури вважають басданс одним з найстаріших танців Західної Європи. Вперше про нього згадано у рукописах за 1400 рік. Відомо, що басданс танцювали майже у всіх країнах Європи.

## Бранль

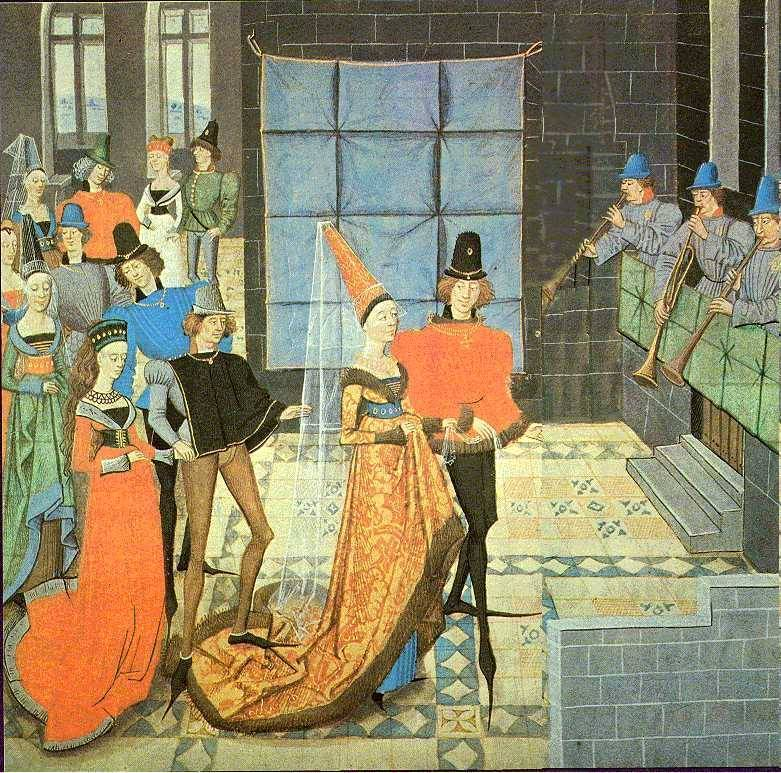
Мініатюра (живопис) з басдансом

Танець бранль виник у добу Середньовіччя у Франції. Набув значного поширення після басдансу. Характеризувався повільними рухами, але в цілому танок жвавий і досить швидкий. Інша назва бранля — сальтарело, і, дослідники припускають,що він походить з Італії.

## Павана
Вважають, що назва цього танцю пов'язана з птахом павичем. Довгий хвіст птаха і його повільні рухи нагадували повільні рухи танцюристів та довгі сукні жінок і дівчат, які його виконували. Бали́ у добу Відродження починали з поважної павани. Саме з павани до зали входили королівські родини. А на весілля паваною до зали входили наречені.

## Скандальні вольта і іспанська сарабанда

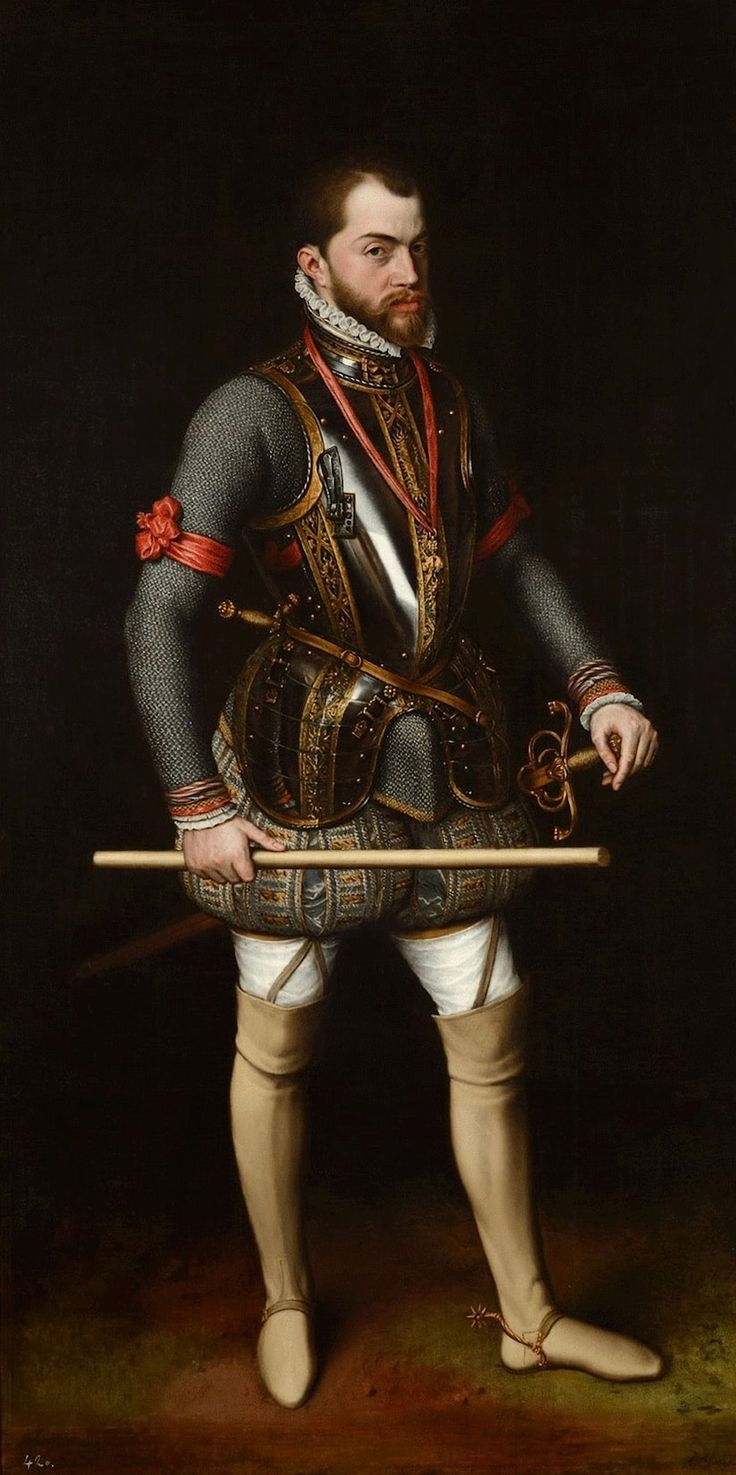
Худ. Антоніс Мор Король Філіп ІІ

Вольту як танок пов'язують з містечком Прованс (тепер південна Франція). Гарячкуваті парубки, аби побачити дівчачі голі коліна придумали підкидати дівчат під час танцю угору. Момент підкидання угору чекали всі присутні й пожвавлення в натовпі підвищувалося. Глядачі швидко розділилися на обурених і зацікавлених. Зацікавлених було значно більше, в тому числі й серед дівчат. Історики костюмів зауважили, що традиція підкидань породила і моду на дівочі підв’язки та розшиті нижні спідниці, які було добре видно під час підкидань.
Не менше галасу й обурення викликала й іспанська сарабанда. Її називали танком сексу. Проти танцю виступив навіть сам король, фанатичний католик Філіп II (1527—1598). Аби заборонити сарабанду, був виданий указ про штраф і покарання побиттям.

## Па меню або менует
Історики справедливо поділяють культуру на народну і елітарну, аристократичну. Саме запозиченням з народної культури був і менует, що перейшов у культуру елітарну, а пізніше став інтернаціональним надбанням

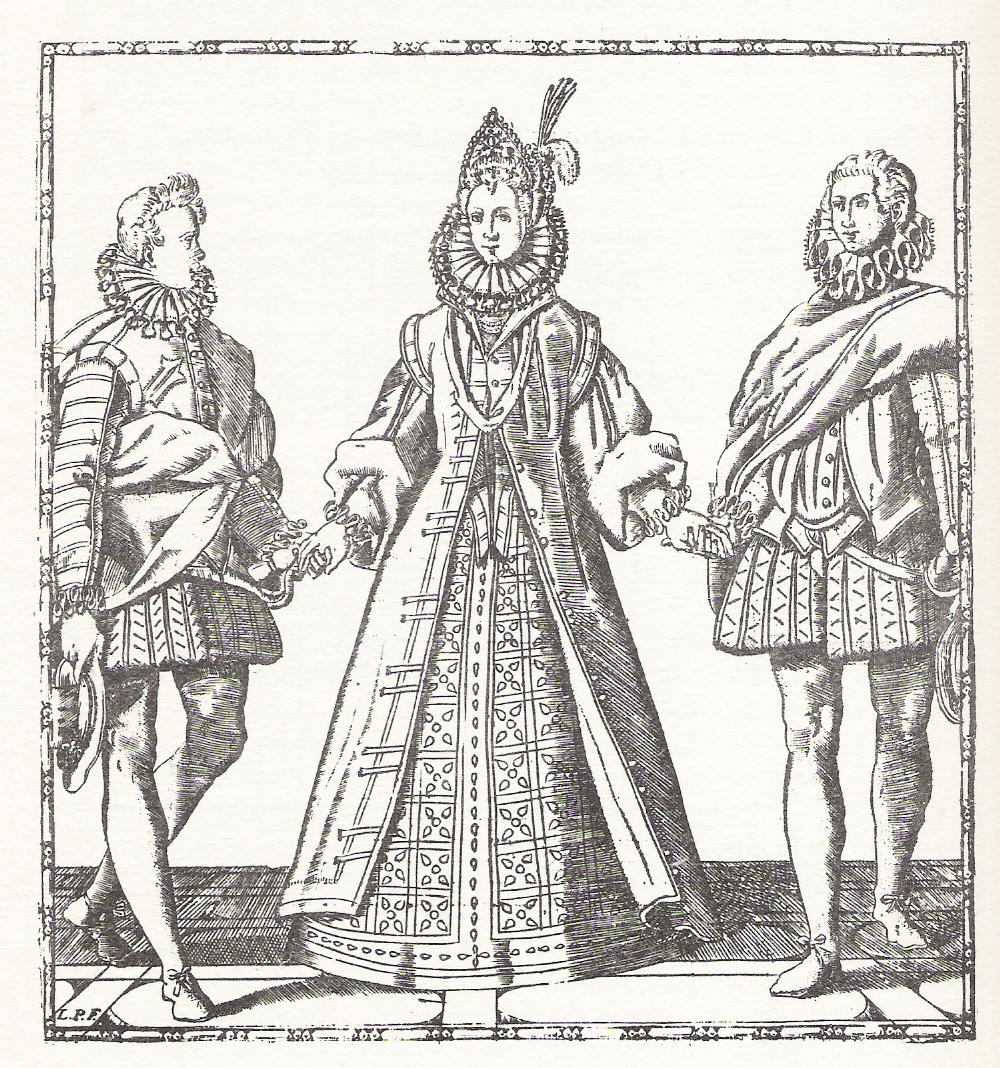

Па меню у перекладі з французької — «маленький крок». Танок має простонародне французьке походження. Його походження асоціюють з провінцією Пуату. Танок вподобали аристократи і почали виконувати у палацах. У XVI столітті менует почав виконуватись у королівських резиденціях. Його танцювали до Великого терору французької революції 1789-1793 рр. — революція відкинула менует, простонародне походження якого встигли повністю забути.

## Вальс
Це відносно «молодий» танок. Декілька фігур різних за пожодженням танців було вдало об'єднано в один новий. Вальс зійшов у публіку зі сцени балету Гарделя «Манія танцю» у 1787 році у Відні. Танок перейняла багата молодь столиці Австро-Угорщини. Скоро вже вальс перетнув кордони майже всіх держав і з'явилися його національні варіанти — чеський редови, повільний англійський, швидка мазурка (варіант вальсу з польським мазуром), французький вальс-міньйон тощо. Лише на зламі XIX-XX століть вальс поступився популярності танго.

## Танго
Танго прийшов до Європи у 1910 році. Зародився танок в Аргентині серед обмеженого кола французької молоді. Але у Ніцці відбувся танцювальний конкурс, де показали і нескромний танго. Попри обурення, танго прийшов на танцмайданчики багатьох країн. Суперечки зайшли так далеко, що католикам забороняли танцювати танго. Аби отримати дозвіл, танцівники звернулися до Папи Римського, який уподобав танок і офіційно дозволив його виконання.

## Американізація
XX століття позначилося агресивним наступом американських впливів на давню західноєвропейську культуру танцю. Не тільки в США танцювали вальси на інавгураційних балах, а й заможні європейці опановували кубинську румбу, бразильську самбу, джайв, рок-н-рол, які прийшли зі Сполучених Штатів.

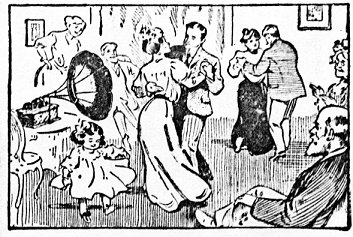
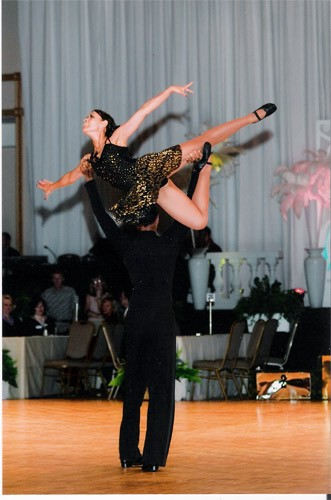

## Танок в картинах американця Джона Сарджента (1856-1925)

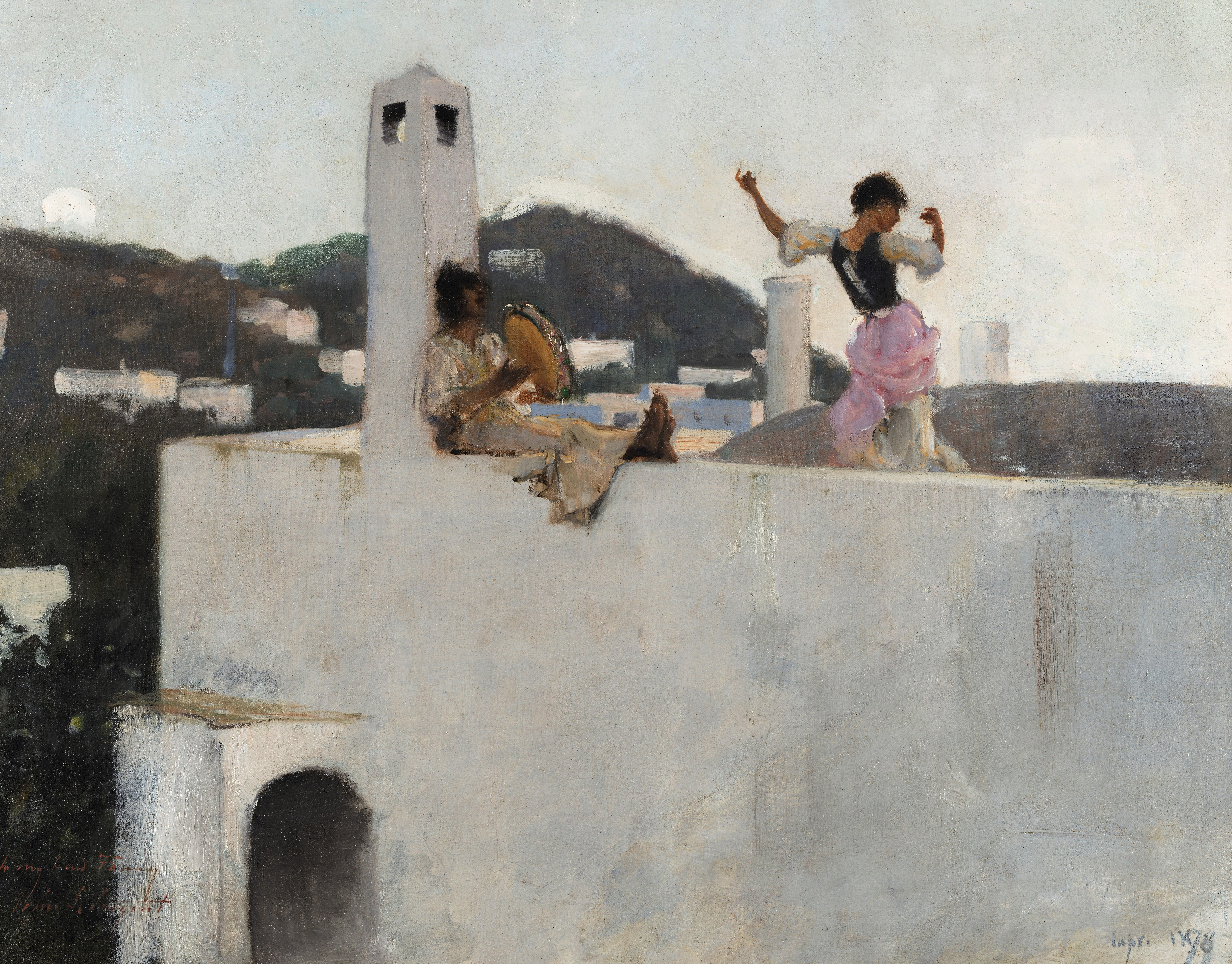
«На остові Капрі», 1878 р.
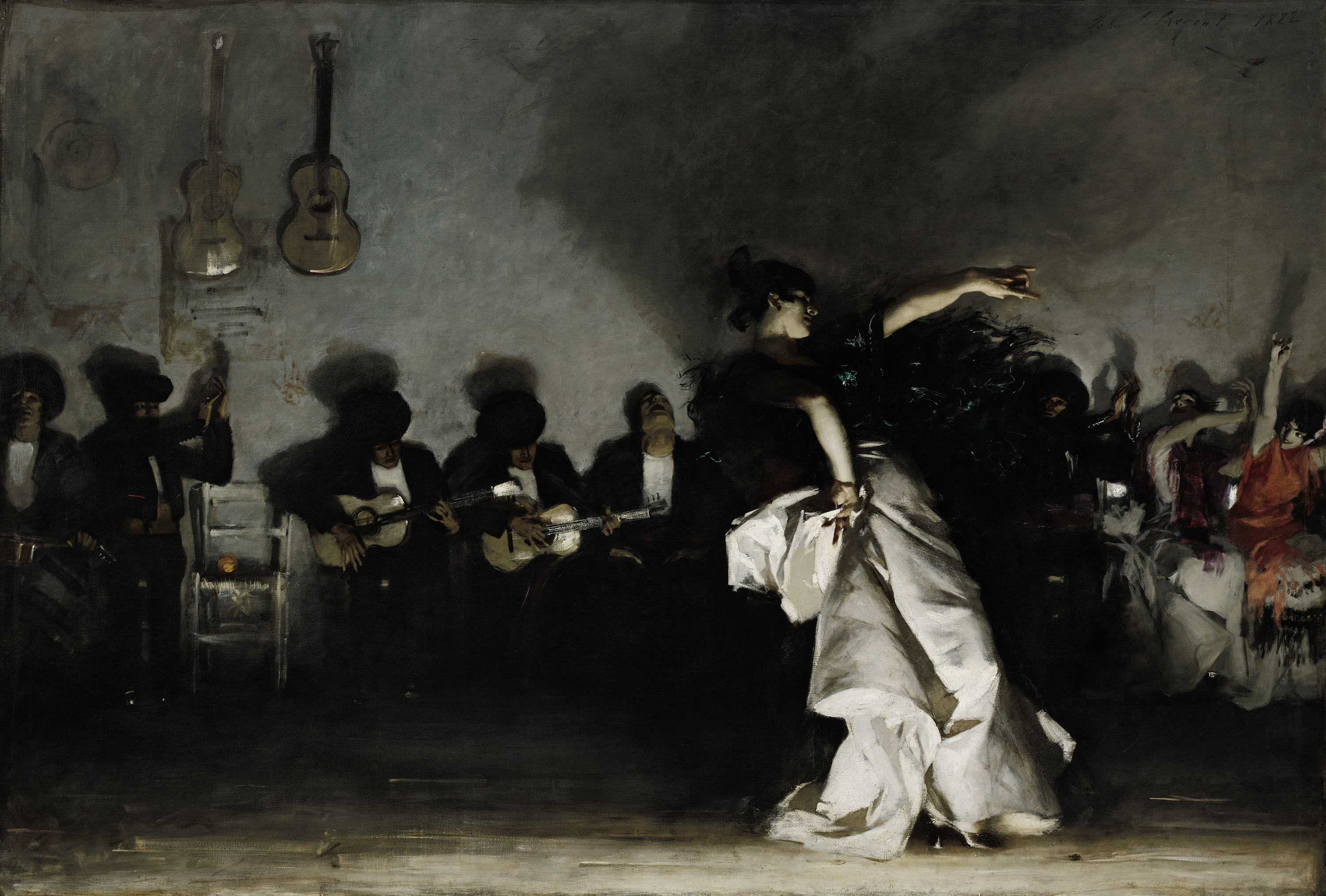
«Ель Халео», 1882 р., Музей Гарднер, Бостон
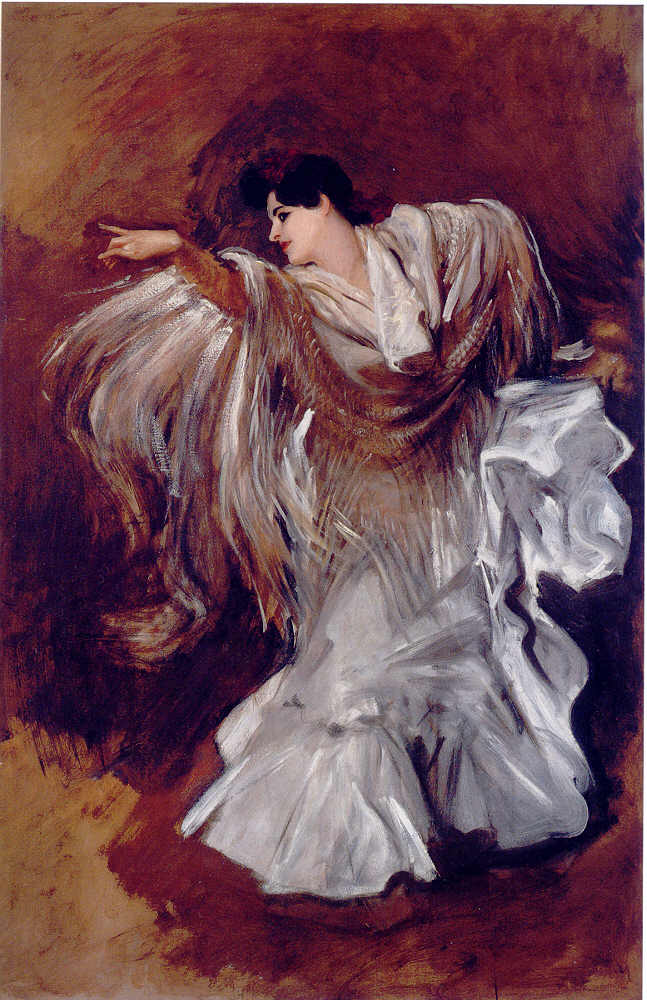
«Іспанка», 1890-і роки

## Танцювальні епідемії 1960-х років.
Цей період характеризується швидкою появою нових танців, які так само швидко і зникли:
- Шейк
- Локомоушен
- Халі-галі
- Слог
- Тамур
- Ватусі
- Медісон
- Летскіс
- Басанова(Боса-нова)
- Твіст
- Лєтка-єнка

## Танці ніколи не помруть

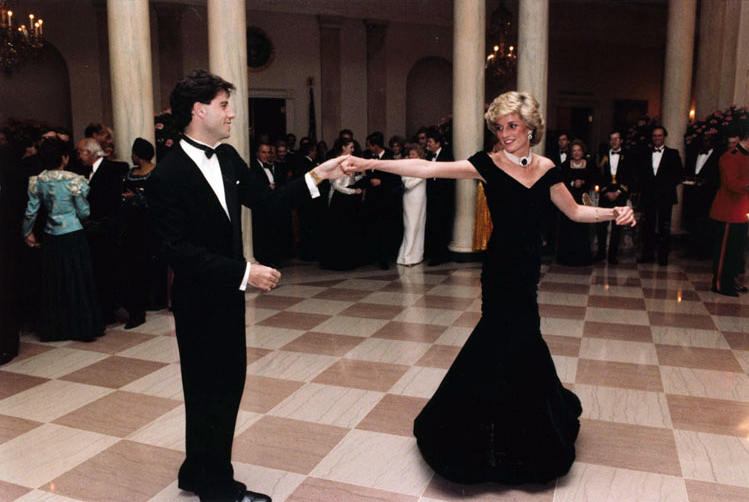
Джон Траволта та принцеса Діана, вальс в Білому домі, 1985 р.

Танці завжди посідали особливе місце в житті суспільств і в житті людей. В XX столітті танок став предметом уважного спостереження, вивчення і прогнозів. Про танці писали книги, робили вистави у театрі, виставки у музеях, знімали кінострічки.
Італійський фільм «Рок-н-рол» ішов 1 годину 30 хвилин, а танок рок-н-рол в ньому показували 45 хвилин. Дехто і досі пам'ятає кінострічки з танцями «Лихоманка суботнього вечора», «Гріз» тощо.
Великим культурним явищем в кіномистецтві став французько-італійський фільм «Бал» (Le Bal, 1983, режисер Етторе Скола)), де режисер взагалі відмовився від діалогів персонажів і розповів про життя і пошуки щастя людей лише через зміни моди, одягу і танців.

## Галерея

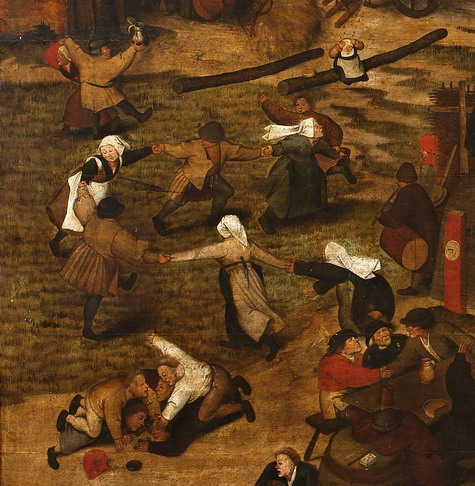
Пітер Брейгель старший. Ярмарок з балаганною виставою, танцюристи.
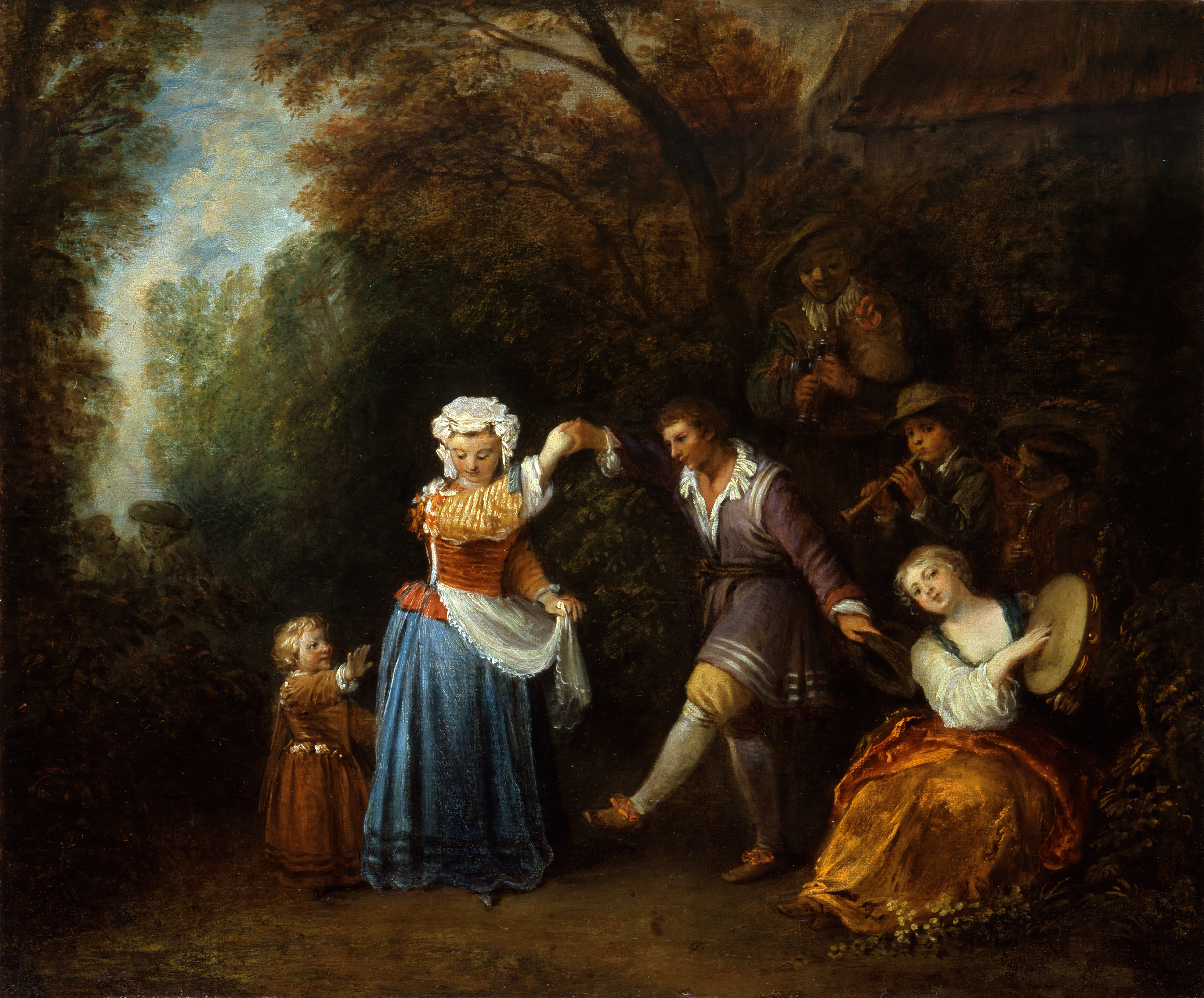
Антуан Ватто. «Танок у селі», до 1710 р., Музей мистецтв Індіанаполіса
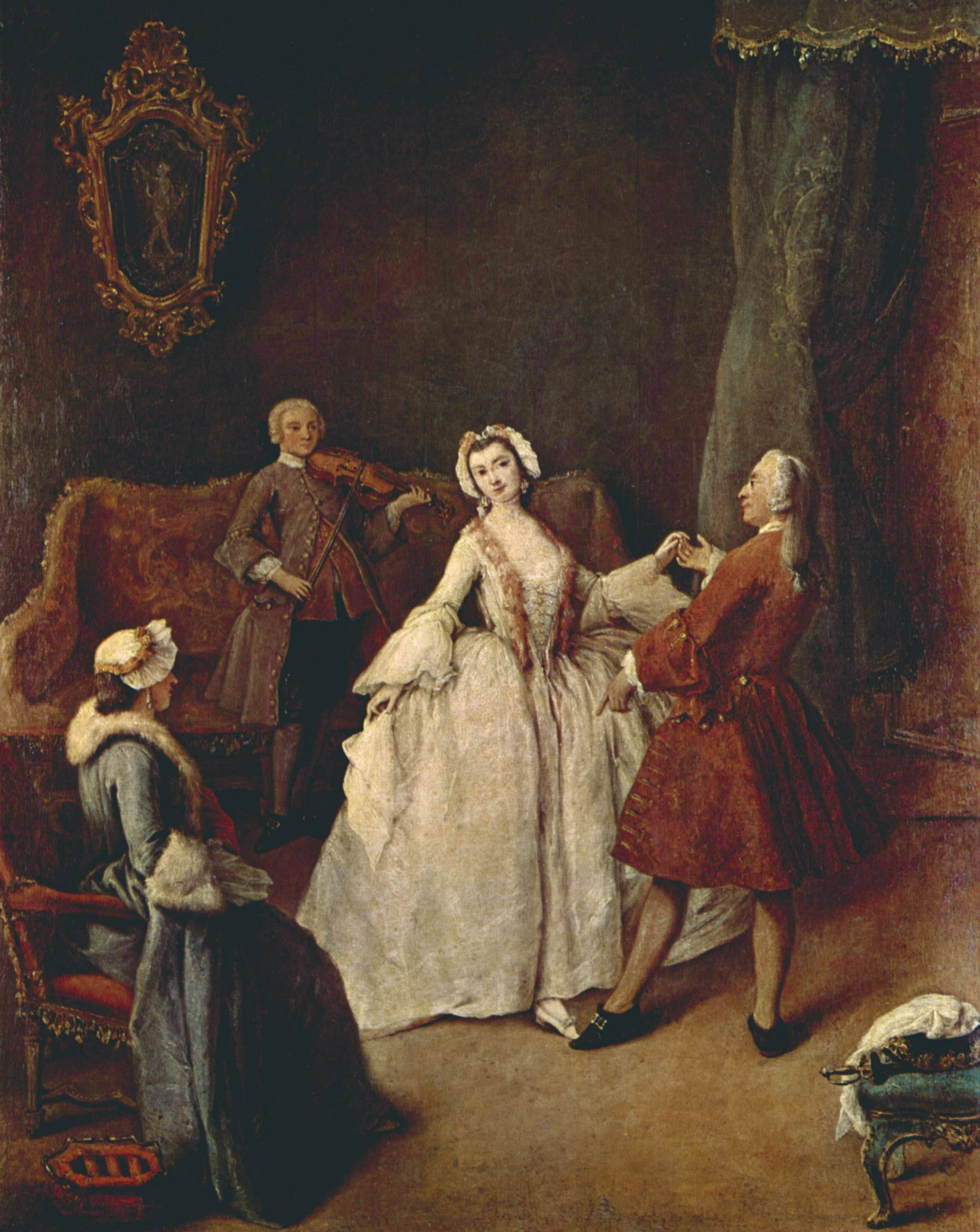
П'єтро Лонгі. «Урок танцю», 1741 р., галерея художньої академії (Венеція).
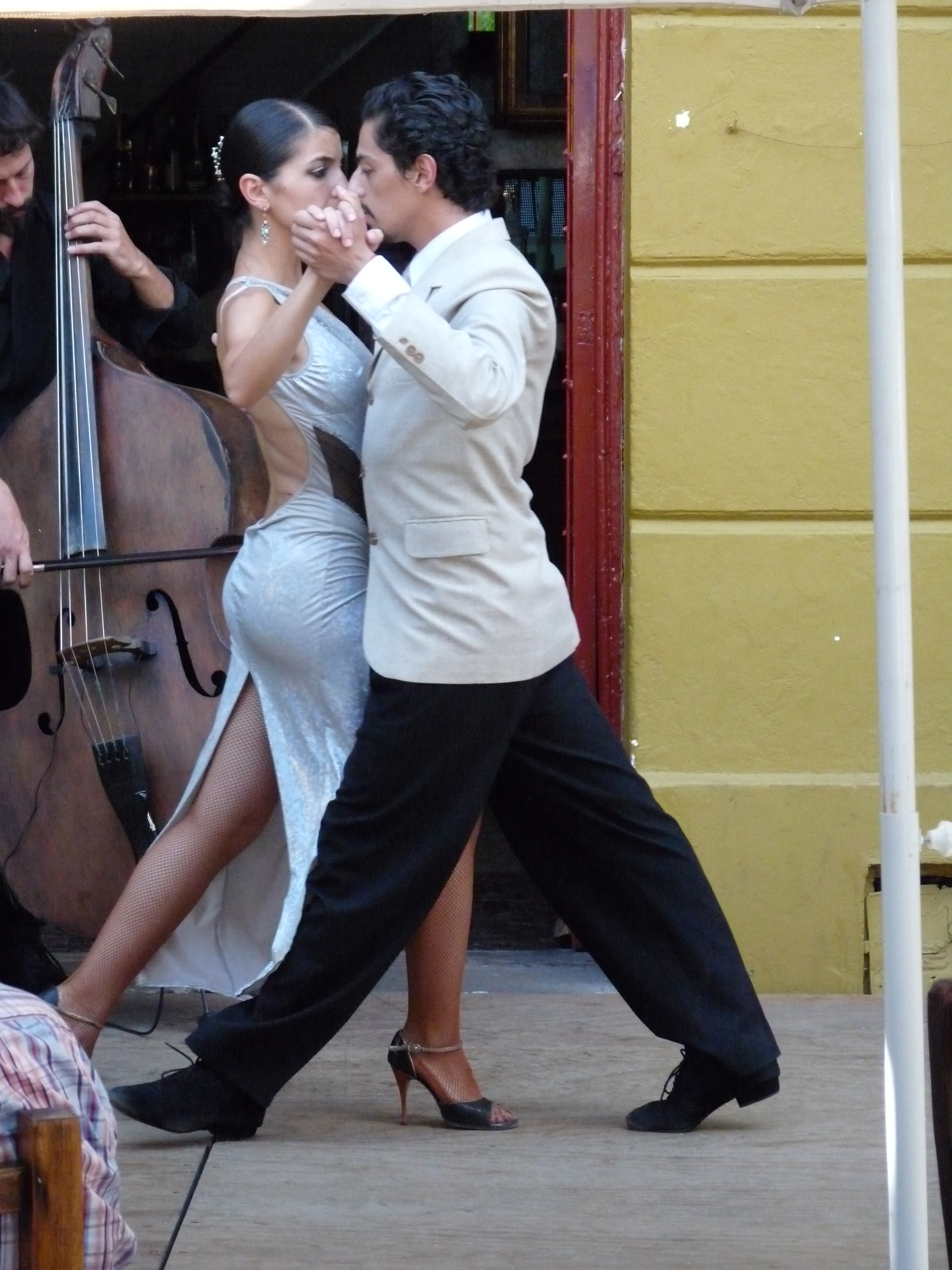
Танго.